# Bonzai Records
Bonzai Records ist ein belgisches Plattenlabel aus Antwerpen, das in den 1990er Jahren mit seinen Hard-Trance-Veröffentlichungen den Rave-Sound maßgeblich geprägt hat.
Gegründet wurde es 1992 als Sublabel von Lightning Records, einer Plattenfirma, die im März 2003 Konkurs anmeldete, woraufhin ehemalige Mitarbeiter im Mai desselben Jahres die Firma Banshee Worx gründeten und Bonzai Records unter dem Namen Bonzai Music weitergeführt wurde.
Die DJs des Labels waren Mitte der 1990er Jahre auf fast allen großen Raves vertreten.
Neben dem Verkauf von Schallplatten konzentrierte sich das Label vor allem auf den Vertrieb von T-Shirts.
Seit 1996 gibt es auch das Sublabel Bonzai Classics.
Weitere Sublabels unter dem Bonzai-Baum: 1994 Bonzai Jumps, 1995 Bonzai Trance Progressive, 1997 Bonzai Limited, 2004 Bonzai Urban und 2005 Bonzai Fiesta.

## Bekannte Veröffentlichungen
- Thunderball – Bonzai Channel One
- Cherrymoon Trax – The House of House
- Jones and Stephenson – The First Rebirth
- Yves Deruyter – Calling Earth
- Push – Universal Nation
- Yves Deruyter – Back to Earth
- DJ Dave Davis – Transfiguration
- Blue Alphabet – Cybertrance
- Hitchhiker & Dumont – Journey of Love
- Hitchhiker & Dumont – Raindrops